# Aldo Cerantola
Aldo Cerantola (Loria, 21 agosto 1950) è un dirigente sportivo, ex allenatore di calcio ed ex calciatore italiano, di ruolo difensore.

## Caratteristiche tecniche

### Giocatore
Nel ruolo di libero si distinse per la notevole capacità di organizzare la difesa e per la grande sicurezza e tempestività nei suoi interventi, inoltre era abile negli inserimenti in avanti dando notevole contributo alla manovra.

### Allenatore
Usava la marcatura a zona.

## Carriera

### Giocatore
Non ancora diciottenne venne tesserato dal Giorgione. Poi, durante l'anno della leva militare, militò nelle file dell'Aquila, per poi tornare al Giorgione, che lo cedette al Belluno, in Serie C. Successivamente giocò con il Como.
Dal 1973 al 1979 ha collezionato 119 presenze con la maglia del Palermo, tutte in Serie B. Nella stagione 1973-1974 ha giocato la finale di Coppa Italia persa per 5-4 d.c.r. contro il Bologna.
Terminata questa esperienza, passò al Varese, dove rimase cinque anni. Concluse la sua carriera da calciatore con il Foggia.
In carriera ha collezionato complessivamente 256 presenze e 3 reti in Serie B, mentre non è mai riuscito ad approdare in massima serie.

### Allenatore
Ha allenato Licata (con cui ottenne una promozione in Serie B vincendo il campionato di Serie C1 1987-1988), Venezia (primo tecnico esonerato da Maurizio Zamparini, dopo quattro sconfitte in altrettante partite di campionato), di nuovo Licata e Reggina, prima della chiamata alla guida del Bologna nel 1993 per sostituire Eugenio Bersellini. In Emilia venne esonerato e sostituito dopo poche partite da Romano Fogli; rimane nella storia del Bologna come l'unico allenatore a non avere mai vinto allenandolo per 8 partite. Nello stesso anno il tecnico veneto ebbe anche una brevissima esperienza all'Arezzo, in gravi difficoltà che culminarono nel fallimento e la radiazione. Cerantola lasciò gli amaranto dopo una giornata.
Successivamente allenò Viareggio, Pontedera, Massese, Avellino e Nocerina.

### Dirigente
Terminata l'avventura a Nocera, cominciò una collaborazione con la Reggina del presidente Pasquale Foti. Degli amaranto è stato prima osservatore, poi responsabile dell'area tecnica nel triennio 2004-2007 e successivamente responsabile del settore giovanile nel biennio 2007-2009. Dal 10 dicembre 2014 fino a fine stagione è stato a capo dell'area tecnica del club calabrese. Nel luglio del 2015 il club decise di non iscriversi al campionato di Lega Pro per problemi finanziari, che portarono all'addio del presidente Foti e alla nomina di Mimmo Praticò quale nuovo presidente.

## Palmarès

### Giocatore

#### Competizioni nazionali
- Serie C1: 1

Varese: 1979-1980

### Allenatore
- Campionato italiano Serie C1: 1

Licata: 1987-1988 (girone B)